# Anton Schlude
Anton Schlude (* 17. November 1808 in Hausen im Tal; † 4. Mai 1863 ebenda) war ein deutscher Natur- und Heimatdichter sowie Heimat- und Burgenforscher.

## Leben
Anton Schlude wurde als elftes von fünfzehn Kindern des Schusters Ottmar Schlude und dessen Ehefrau Benedikta geborene Vögtle geboren. Außer ihm überlebten zwei ältere und zwei jüngere Geschwister. Trotz einer nur elementaren Schulbildung galt er als „Wunderknabe“. Körperlich von Kindheit an stark behindert, schlug sich Schlude in seinem Heimatdorf ärmlich mit Gelegenheitstätigkeiten durch, unter anderem mit Geigenspiel, das ihm ein Vetter beigebracht hatte, als 
Maulwurffänger(„Schermauser“), Gänsehüter, Donaufischhändler sowie als Nachtwächter. Kraft gab ihm die Dichtung.

## Werke
- Gedichte. Nebst einer Autobiographie des Verfassers. Freiburg 1838, 2. Auflage mit einer biographischen Skizze von C. Reinhold, 1856.
- Geschichte der Burgfestung Wildenstein im Donauthale. Nach authentischen Quellen bearbeitet. (Vorwort: Pfarrer Joseph Staiert). Verlag H.W. Beck (C. Tappen), Sigmaringen 1856. Nachdruck: Leibertingen, 1977.
- Das Donau-Thal von Tuttlingen bis Sigmaringen mit seinen Städten, Dörfern, Ritterburgen u.s.f., historisch-topographisch geschildert. Verlag H.W. Beck (C. Tappen), Sigmaringen 1858.

## Würdigung
Im Beuroner Ortsteil Hausen im Tal wurde zur Würdigung von Schludes Tätigkeit ein Platz in der Dorfmitte postum zum „Anton-Schlude-Platz“ benannt. Diesbezüglich wurde 2009 der Schmiedbachbrunnenplatz neu gestaltet und eine Rotbuche gepflanzt. Weiterhin wurde ein Stein aus dem ehemaligen Steinbruch des Ortsteils Thiergarten als Gedenkstein mit Text- und Bildnistafel für Schlude gesetzt. Die festliche Übergabe des neuen Platzes und die Enthüllung des Gedenksteins erfolgte am 13. September 2009.